# 桓修
桓 修（かん しゅう、生年不詳 - 元興3年2月28日（404年3月25日））は、東晋末期の軍人。字は承祖。譙国竜亢県の人。東晋の車騎将軍桓沖の子。東晋・桓楚に仕えたが、桓楚討伐の義軍に殺害された。

## 生涯
東晋に仕え、吏部郎に任じられていた。
隆安2年（398年）9月、前将軍王恭が驃騎将軍司馬尚之討伐を名目に反乱を起こした。左衛将軍に任じられていた桓修は、振武将軍を加えられ、輔国将軍陶無忌とともに迎撃した。句容で何澹之・孫無終を破った。敗れた孫無終は書をもって降伏したが、桓修らは既に転進した後だった。
南郡相楊佺期が石頭に至り、朝廷は備えなく、内外は震撼した。桓修は会稽王司馬道子に「西軍（王恭に呼応した荊州刺史殷仲堪・広州刺史桓玄が率いる軍）を説得すべきです。私は西軍の事情を知っています。殷仲堪・桓玄は専ら王恭を恃みにしており、彼が滅んだことで恐れを抱いています。今、利を説けば桓玄と殷仲堪は必ず喜ぶことでしょう。桓玄に殷仲堪・楊佺期を制し、いずれ殷仲堪らを倒させるのです」と述べた。司馬道子はこの案を容れ、桓玄を江州刺史、楊佺期を都督梁雍秦三州諸軍事・雍州刺史、桓修を仮節・龍驤将軍・荊州刺史、殷仲堪を広州刺史に任じた。殷仲堪の叔父の太常殷茂を使者に遣わし、詔勅を容れた殷仲堪は軍を引いた。
10月、詔勅内容に不満を抱いた殷仲堪は再度の進軍を目論み、これを知った朝廷は大いに恐れた。朝廷は桓修の荊州刺史の任を解き、殷仲堪を任じる詔勅を遣わした。御史中丞江績の弾劾により、これを容れた朝廷は桓修を免官した。
中護軍王凝之に代わり、中護軍に任じられた。
隆安4年（400年）3月、征虜将軍・江州刺史に任じられたが、その後、再び中護軍に任じられた。
元興元年（402年）1月、驃騎大将軍司馬元顕は桓氏の殲滅を目論んでいた。司馬元顕の寵愛を受けていた驃騎長史王誕は桓修の甥であり、桓修らとともに桓氏討伐を諫めた。司馬元顕はこれを受けて、桓氏討伐を取りやめた。
3月、丞相桓玄が実権を握ると、仮節・右将軍・都督六州諸軍事・徐兗二州刺史に任じられた。桓修は王誕の助命を桓玄に請うた。王誕は死を免ぜられ、嶺南への配流となった。
撫軍将軍に任じられ、散騎常侍を加えられた。
元興2年（403年）8月、荊州刺史桓偉が亡くなると、荊州刺史に任じられた。しかし、すぐに南郡相桓石康が荊州刺史に任じられた。
9月、撫軍大将軍に任じられた。
12月、桓楚が建国されると安成王に封じられた。
元興3年（404年）2月、彭城内史劉裕とともに建康へ赴き、所用を済ませて京口へ戻った。劉裕は遊猟と称して、何無忌と百余の兵を集めて京口へ赴いた。何無忌は勅使を偽り、戦うことなく入城、桓修は殺害された。

## 家系

### 父
- 桓沖

### 兄弟
- 桓嗣 - 字は恭祖
- 桓謙 - 字は敬祖
- 桓崇
- 桓弘
- 桓羨
- 桓怡

### 妻
- 武昌公主 - 簡文帝の娘